# Francisco Laína
Francisco Laína García (La Carrera, 18 de mayo de 1936-Ávila, 7 de enero de 2022) fue un político español que ocupaba el cargo de director de la Seguridad del Estado con rango de secretario de Estado. Durante el golpe de Estado de 1981 ocupó durante catorce horas el cargo de jefe de la Comisión Permanente de secretarios de Estado y de subsecretarios bajo un gobierno de facto que asumió las funciones del poder ejecutivo secuestrado en las Cortes Generales.

## Biografía
Nació el 18 de mayo de 1936 en la localidad abulense de La Carrera. Licenciado en Derecho, había ingresado por oposición en el Cuerpo General Técnico de la Administración Civil del Estado en 1965. En 1974 fue nombrado gobernador civil y jefe provincial del Movimiento en León. Ocupó este puesto hasta que, en 1976, fue designado gobernador civil de Las Palmas. Bajo su mandato se produjo la práctica desarticulación del MPAIAC en Las Palmas. Sin embargo, fue relevado por sus desencuentros con el alcalde de Las Palmas, Fernando Ortiz Wiot, debido a su autorización para la construcción de dependencias estatales en un terreno que el ayuntamiento había declarado como zona verde.
A continuación, fue nombrado gobernador civil de la provincia de Zaragoza en julio de 1977, hasta que fue nombrado director de la Seguridad del Estado el 13 de junio de 1980 por el nuevo ministro de Interior, Juan José Rosón, cargo que ocupó hasta la llegada al poder el PSOE en 1982. Como director de la Seguridad del Estado, era vicepresidente del mando único de la lucha antiterrorista. Cuando se produjo el golpe de Estado del 23 de febrero de 1981, durante catorce horas fue jefe de la Comisión Permanente de secretarios de Estado y de subsecretarios, un gobierno provisional que asumió las funciones del ejecutivo secuestrado en las Cortes, formado por indicación de José Terceiro Lomba, secretario general del ministro adjunto al presidente, con el fin de evitar el vacío de poder que hubiera facilitado el golpe. Como tal leyó la declaración la noche del 23-F de 1981 tranquilizando a la población sobre el control militar de la situación.
Aunque en las postrimerías de los gobiernos de la UCD hubo rumores que apuntaban a su incorporación al Centro Democrático y Social (CDS) de Adolfo Suárez, Laína los desmintió y se retiró de la política tras las elecciones de 1982 y el traspaso de poderes al gobierno del PSOE. Como reconocimiento a su relevante actuación en defensa del orden constitucional durante el 23-F, recibió la Medalla de la Orden del Mérito Constitucional el 18 de febrero de 2011.